# Lesly Fellinga
Lesly Fellinga, né le 29 septembre 1985 à Port-au-Prince, est un footballeur néerlandais d'origine haïtienne qui est présentement sans club.

## Carrière en club
Fellinga a joué pour l'équipe du FC Groningen avant de joindre le club de BV Veendam en 2006. Il a été considéré comme un joueur régulier en 2007-2008. SC Heerenveen l'a engagé à la suite d'un transfert lors du Mercato 2008.
- 2006-2008 : BV Veendam
- 2008 : SC Heerenveen
- 2009 : Toronto FC

## Carrière internationale
Fellinga a été appelé par l'équipe nationale d'Haïti pour un match amical contre le Panama en mars 2007. Il a ensuite joué pour la sélection U21 du pays contre les États-Unis, à Dallas, Texas. Il a fait ses débuts en éliminatoires de la Coupe du monde de la FIFA en juin 2008 contre les Antilles Néerlandaises.